# Morbosità (film)
Morbosità è un film italiano del 1974 diretto da Luigi Russo.

## Trama
Giulia, per favorire il suo amante, un giovane architetto, nel progetto della costruzione di un'autostrada deviando il tracciato che impedirebbe la demolizione della sua lussuosa villa, si concede ad alcune persone che contano. Anche Anna, la sorella minore di Giulia, viene corteggiata dall'architetto e durante una serata in villa viene stuprata dalle stesse persone importanti.
La ragazza, dimostrandosi meno ingenua di quanto sembri, si presenta nei luoghi dove operano le personalità coinvolte, sbugiardandole pubblicamente.
Quando scopre che l'architetto, oltre ad essere coinvolto in diverse speculazioni edilizie, ha anche tentato di approfittare della sorella, Giulia si lega ad un ingegnere che in breve tempo le risolve la situazione della nuova strada; dopo aver dato un ricevimento per festeggiare l'avvenimento, la donna fa arrestare dal commissario il giovane architetto, mentre Anna, riconciliatasi con il padre e disgustata per quanto le è accaduto, troverà la forza di abbandonare quell'ambiente corrotto.

## Produzione
Gli esterni del film vennero girati a Modena.

## Distribuzione
Il film ottenne il visto di censura n. 64.872 il 16 luglio 1974 con tagli in cinque scene e con una lunghezza definitiva della pellicola di 2.550 metri a fronte di quella originaria di 2.609 metri. Ebbe la prima proiezione pubblica il 21 agosto dello stesso anno.
È stato proiettato in prima televisiva l'11 aprile del 2021 sul canale Cine34.

## Colonna sonora
Nei titoli di testa e nel finale del film è presente il celebre brano strumentale A Blue Shadow, già utilizzato cinque mesi prima nello sceneggiato televisivo Ho incontrato un'ombra.